# 鄭襄公
鄭襄公（？—前587年），姬姓，名堅，為春秋諸侯國鄭國君主之一，是鄭國第十三任君主。他是鄭穆公之子，在位18年。
据《左传.宣公十二年》，前597年，楚庄王包围郑国，三个月后，攻克了郑国。楚军从皇门进入，到达京城的大路上。郑襄公打赤膊，牵着羊，迎接楚庄王，说：“我不能順應天命，不能事奉君王，使君王带着怒气来到敝邑，这是我的罪过，岂敢不唯命是听？要把我俘虏到江南，流放到海边，也听君王吩咐；要灭亡郑国，把郑地赐给诸侯，让郑国人作为奴隶，也听君王吩咐。如果承君王顾念从前的友好，看在周厉王、周宣王、郑桓公、郑武公的福分上，而不灭绝我国，让我国重新事奉君王，等同于楚国的诸县，这是君王的恩惠，也是我的心願，但我却不敢想，恭敬地坦白我的真心话，请君王考虑。”左右大臣对楚庄王说：“不能允许，得到了国土，没有放過的。”楚庄王回答：“鄭國的国君能够屈居他人之下，必然能够取信和使用他的百姓，恐怕还是很有指望的罷！”楚军退兵三十里，允许郑国讲和。